# Miske (Bács-Kiskun)
Miske es un pueblo ubicado en el distrito de Kalocsa, en el condado de Bács-Kiskun, Hungría.

## Superficie
Posee una superficie de 42,27 kilómetros cuadrados.

## Demografía
Hasta 2019 la población era de 1575 habitantes, con una densidad de población de 37,26 habitantes por kilómetro cuadrado.